# 霍爾鎮區 (印地安納州杜波伊斯縣)
霍爾鎮區（英語：Hall Township）是位於美國印地安納州杜波伊斯縣的一個行政鎮區。

## 地方資料
根據2010年美國人口普查的數據，霍爾鎮區的面積為94.90平方千米，當中陸地面積為86.40平方千米，而水域面積為1.50平方千米。當地共有人口1281人，而人口密度為每平方千米13.5人。